# Озеола Маккарті
Озеола МакКарті (7 березня 1908 — 26 вересня 1999) була місцевою прачкою в Хаттісберзі, Міссісіпі, яка стала найвідомішим благодійником Університету Південного Міссісіпі (USM).
Маккарті привернула світову увагу після того, як у липні 1995 року було оголошено, що вона заснувала траст, через який після її смерті частина її життєвих заощаджень буде залишена університету для надання стипендій гідним студентам, які потребують фінансової допомоги. Сума була оцінена в 150 000 доларів, що є дивовижною сумою, враховуючи її низькооплачувану професію.

## Життєпис
Маккарті народилася в окрузі Вейн, штат Міссісіпі, і в дитинстві переїхала до Гаттісберга.
У шостому класі її тітка (у якої не було власних дітей) була госпіталізована і потребувала догляду вдома, тож Маккарті кинула школу й ніколи не поверталася. Пізніше вона стала прачкою, як і її бабуся, і продовжувала займатися цією професією, поки артрит не змусив її кинути роботу в 1994 році.
У 1944 році померла бабуся Маккарті, у 1964 році померла її мати, а в 1967 році — тітка. Маккарті ніколи не одружувалася і не мала дітей.
Маккарті померла від раку печінки в 1999 році.

## Економність
Ще до того, як кинула школу, мати навчила Маккарті відкладати гроші. Вона відкрила свій перший ощадний рахунок у First Mississippi National Bank, а з роками вона відкрила кілька інших рахунків у різних місцевих банках, у тому числі Trustmark National Bank, який вона призначила довіреною особою свого трасту та виконавцем свого майна.
Маккарті ніколи не мала автомобіля; вона ходила пішки, куди б не йшла, штовхаючи візок майже милю, щоб привезти продукти. Вона їздила з друзями на службу в баптистську церкву дружби. Вона не передплачувала жодної газети і вважала витрати марнотратством. Так само, хоча вона володіла чорно-білим телевізором, вона дивилася лише трансляції. У 1947 році дядько подарував їй будинок, в якому вона жила до самої смерті. Вона також отримала трохи грошей від тітки та матері, коли вони померли, і поклала їх на заощадження.

## Подарунок
Згодом співробітники Trustmark Bank помітили накопичені Маккарті заощадження і почали допомагати їй у плануванні майбутнього майна, а також були її неофіційними опікунами. (Співробітники банку та інші друзі переконали Маккарті придбати два маленьких віконних кондиціонери для її будинку та послугу кабельного телебачення.)
За допомогою місцевого адвоката, для якого вона прала білизну, і довірчого офіцера банку, використовуючи аркуші паперу та монети дайми, щоб представляти 10 % акцій, МакКарті визначила майбутній розподіл свого майна. Вона відклала один дайм (10 %) для своєї церкви, по одному дайму (10 %) для трьох родичів, а решта даймів (60 %) для університету. Вона зазначила, що кошти мають бути використані для студентів, переважно афроамериканського походження, які не можуть навчатися через фінансові труднощі. Коли новина про план Маккарті була оприлюднена, місцеві лідери негайно профінансували благодійний фонд на її честь.
Вона підписала безвідкличний траст, дозволяючи банку розпоряджатися її коштами, з яких вона отримувала регулярний чек.

## Впізнання

У 1998 році вона була нагороджена почесним ступенем USM, першим подібним ступенем, присудженим університетом. Вона отримала безліч нагород та інших відзнак, що визнають її самовідданий дух, а президент Білл Клінтон вручив їй президентську громадянську медаль, другу за значущістю цивільну нагороду країни, під час спеціальної церемонії в Білому домі. Вона також отримала медаль Авіценни ООН за освітні зобов'язання. У червні 1996 року Гарвардський університет присвоїв Маккарті ступінь почесного доктора разом із Майєю Лін, Волтером Анненбергом і Джудіт Джеймсон. У грудні її рука була на вимикачі, через який у новорічну ніч на Таймс-сквер впала кулька зворотного відліку. Вона вперше спала в готелі і вперше полетіла в літаку.
У 1997 році Маккарті отримала нагороду за найбільшу державну службу на користь знедолених, нагороду, яку щорічно присуджує Jefferson Awards.
Пані МакКарті також була відзначена нагородою Essence Award, а Патті Лабелль співала на її честь під час церемонії в Медісон Сквер Гарден у Нью-Йорку.
У четвер, 8 жовтня 2020 р., Фонд Університету Південного Міссісіпі вшанував життя та спадщину Осеоли МакКарті. На знак визнання 25-ї річниці несподіваного запланованого подарунка МакКарті USM віртуальне святкування включало інтерв'ю зі спеціальними гостями та відкриття скульптури.